# نادي أبردين
نادي أبردين  لكرة القدم (بالإنجليزية: Aberdeen Football Club) نادي اسكتلندي يلعب في الدوري الاسكتلندي الممتاز. أسس عام 14 أبريل 1903 .

## الانجازات

### محلياً
- الدوري الاسكتلندي الممتاز (مرات 4): 1954–55, 1979–80, 1983–84, 1984–85 *الوصيف: (مرات 13) 1910–11, 1936–37, 1955–56, 1970–71, 1971–72, 1977–78, 1980–81, 1981–82, 1988–89, 1989–90, 1990–91, 1992–93, 1993–94
- كأس اسكتلندا (مرات 7):1946–47, 1969–70, 1981–82, 1982–83, 1983–84, 1985–86, 1989–90 *الوصيف: (مرات 8)1936–37, 1952–53, 1953–54, 1958–59, 1966–67, 1977–78, 1992–93, 1999-00
- كأس الدوري الاسكتلندي (مرات 6)1955–56, 1976–77, 1985–86, 1989–90, 1995–96, 2013–14 *الوصيف: (مرات 7)1946–47, 1978–79, 1979–80, 1987–88, 1988–89, 1992–93, 1999-00

### قارياً
- كأس الكؤوس الأوروبية (مره واحده):1982–83
- كأس السوبر الأوروبي (مره واحده):1983